# Teletón 1978 (Chile)
La Teletón 1978 fue realizada en el Teatro Casino Las Vegas para rehabilitar a los niños con discapacidad y que se pongan de pie por primera vez. Esto se hizo a través de una meta en dinero, y los chilenos debían donar su dinero. Lo recaudado luego era usado para la rehabilitación de estos niños.

## Génesis y contexto histórico
La idea de Mario Kreutzberger (más conocido como Don Francisco) era emprender un proyecto que retribuyera al público su éxito televisivo con el programa Sábado gigante. Por eso Don Mario logró unir a todas las emisoras de radio y canales de televisión, con el fin de hacer una maratón de 27 horas ininterrumpidas, en la cual participaran todos los animadores, periodistas y artistas. Al mismo tiempo, decide buscar auspiciadores que apoyen este proyecto.
Además, esta campaña se dio en momentos muy difíciles para el país. Habían pasado 5 años del Golpe de Estado, el cual fracturó la convivencia entre los chilenos, y además el país estuvo al borde de la guerra con Argentina debido al Conflicto del Beagle por la soberanía de las islas Picton, Nueva y Lennox. Esto último mantuvo la atención de la opinión pública durante los meses previos a la campaña.

## Participantes

### Artistas
- Luz Eliana
- Paolo Salvatore
- Gloria Simonetti
- Carolina Prieto
- Myriam
- Juan Antonio Labra
- Grupo Malibú
- Carlos Alegría
- Juan Pablo Donoso y Compañía
- Arturo Millán y Los Millancitos
- Cristóbal
- Daniel Lencina
- Los Cuatro de Chile
- Osvaldo Díaz y Grupo Kámara
- Los Huasos de Algarrobal
- Patricio Renán
- Grupo Miel
- Pachuco y la Cubanacán
- José Alfredo Fuentes
- Ginette Acevedo
- Marcelo
- Mónica De Calixto
- Los Tachuelas
- Los Grillitos de Graneros
- Buddy Richard
- Sonora Santiagueña
- Patricia Maldonado
- Lucho Gatica
- Arturo Gatica
- Fernando Montes
- Irene Llanos
- Lucho Muñoz
- Los Huasos Quincheros
- Mónica de Calixto
- Doris y Rossie
- Sonora Palacios
- Germaín y Sus Ángeles Negros
- Los Cuatro Cuartos
- Coro "Chile canta" de Vicente Bianchi
- Pablo Abraira
- Camilo Sesto
- Trío Acuario
- Ángela Carrasco
- Raffaella Carrà
- Al Bano
- Demis Roussos
- Leonardo Favio
- Alberto Cortez
- Carlos Vásquez
- Palito Ortega
- Leo Dan
- Valeria Lynch
- Los Cuatro de Córdoba
- Mario Clavel
- Nydia Caro
- Romina Power
- José José
- Angélica María
- Enrique Guzmán
- Homero
- Jappening con Ja
- Manolo González
- Mandolino
- Carlos Helo
- Maggie Lay
- Pitica Ubilla
- Los Tachuelas
- Yamal
- Wendy
- Rosita Salaverry
- Soledad Silveyra
- Luisin Landáez

### Presentadores
- Mario Kreutzberger (Canal 13)
- Antonio Vodanovic (TVN)
- Raúl Matas (TVN)
- César Antonio Santis (Canal 13)
- Juan Guillermo Vivado (Canal 9)
- Raquel Argandoña (Canal 9)
- Juan La Rivera (Canal 13)
- Enrique Maluenda (TVN)
- Pepe Guixé (TVN)
- Ricardo Calderón (Canal 13)
- Sergio "Pirincho" Cárcamo (Red UCV Televisión)
- Javier Miranda (Canal 13)
- Gina Zuanic (Canal 13)
- Julio Videla (Canal 13)
- Sergio Brotfeld (Red UCV TV)
- María Teresa Serrano (TVN)
- Rodolfo Torrealba Eloy (Red UCV TV)
- María José del Rey (Red UCV TV)
- Carmen Jaureguiberry (Canal 13)
- María Olga Fernández (TVN)
- María Graciela Gómez (TVN)
- Gabriela Velasco (TVN)
- Patricia Undurraga (TVN)
- Alejandro Michel Talento (Canal 13)
- Silvia Piñeiro (Canal 9)
- Emilio Gaete (Canal 9)
- Juan Carlos Gil (Canal 9)

## Transmisión
- Red UCV Televisión
- Televisión Nacional de Chile
- Universidad de Chile Televisión
- Universidad Católica de Chile Televisión
- Telenorte
- Canal 8
- Radio Chilena
- Radio Santiago
- Radio Cooperativa
- Radio Minería
- Radio Nacional de Chile
- Radio Portales

## Programación
| Horario                                | Bloque                     | Contenido |
| -------------------------------------- | -------------------------- | --- |
| 21:30-23:30                            | Apertura                   | Inicio de la Teletón con Don Francisco, todos los animadores, público invitado (especialmente empresarios que han participado). |
| 03:00-05:00                            | Bailetón de los guapetones | Conduce César Antonio Santis, rematan bailes con famosos: José Alfredo Fuentes, Tomás Vidiella, Florcita Motuda, Elías Figueroa, Pedro Pavlovic y otros. |
| 05:00-07:00                            | Vedetón                    | Ricardo Calderón y las estrellas de la noche Maggie Lay, Las Ubillas, Yamal, Wendy, Rosita Salaverry y al amanecer sorpresa extranjera. El público estuvo formado por trabajadores nocturnos. |
| 07:00-09:30                            | Bloque matinal             | Freddy Hube leyó las noticias. Julio Videla con el Pato y la Guagua. Comentario noticioso de Hernaní Banda. Luis Alfonso Tapia en un móvil para ver Santiago. Sergio Brotfeld hizo un recuento con los goles del año. |
| 09:30-12:00                            | Bloque infantil            | Con el «Clan Infantil», la «Tía Patricia», Armando Navarrete como el Capitán Sacacorchos, y Alejandro Michel Talento. |
| 12:00-13:00                            | Almorzando con la Teletón  | Almorzando con Carmen Jaureguiberry. |
| 13:00-17:00                            | Bloque vespertino          | Primer segmento con Silvia Piñeiro y Emilio Gaete. Selección de éxitos musicales con Sergio "Pirincho" Cárcamo. Segmento conducido por Rodolfo Torrealba y María José del Rey. Bloque presentado por Pepe Guixé y María Teresa Serrano. Tres animadoras de Televisión Nacional de Chile (Gabriela Velasco, María Olga Fernández y María Graciela Gómez) entrevistaron a Mario Kreutzberger. Magia con Fernando Larraín. Presentaciones musicales de Cristóbal, Los Cuatro de Chile, Los Cuatro Cuartos, Nydia Caro, Juan Antonio Labra. |
| 17:00-20:25                            | Bloque vespertino          | Segmento presentado por Gina Zuanic, Juan Carlos Gil y Rodolfo Torrealba. Humor con Manolo González. Presentaciones musicales de Buddy Richard, Homero, Daniel Lencina, Luz Eliana, Luis Dimas, Arturo Gatica. La última hora del bloque fue conducida por Enrique Maluenda. |
| Noticieros de cada canal (20:30-21:29) |                            | |
| 21:30-00:30                            | Cierre                     | Bloque final de la Teletón, con Mario Kreutzberger, Raúl Matas, Juan Guillermo Vivado, todos los animadores y público invitado por la Sociedad Pro Ayuda del Niño Lisiado, autoridades y diplomáticos. Cierre del programa a cargo del Coro Chile canta dirigido por Vicente Bianchi con el «Himno de la Alegría». |

## Cómputos parciales
| Hora  | Monto en pesos | % meta   | Monto en dólares |
| ----- | -------------- | -------- | ---------------- |
| 21:50 | $ 90           | < 0,01 % | $ 2.66           |
| 22:00 | $ 40 290       | 0,12 %   | $ 1192           |
| 22:30 | $ 2 225 290    | 6,58 %   | $ 65 856         |
| 23:30 | $ 3 960 290    | 11,72 %  | $ 117 203        |
| 00:00 | $ 4 443 000    | 13,14 %  | $ 131 488        |
| 00:30 | $ 4 859 238    | 14,38 %  | $ 143 806        |
| 01:30 | $ 5 394 337    | 15,96 %  | $ 159 643        |
| 02:30 | $ 6 815 190    | 20,17 %  | $ 201 692        |
| 03:00 | $ 9 370 747    | 27,73 %  | $ 277 323        |
| 03:30 | $ 9 474 501    | 28,04 %  | $ 280 393        |
| 06:20 | $ 11 868 223   | 35,12 %  | $ 351 234        |
| 07:00 | $ 11 937 757   | 35,33 %  | $ 353 292        |
| 08:00 | $ 12 948 018   | 38,32 %  | $ 383 190        |
| 10:00 | $ 13 007 475   | 38,50 %  | $ 384 950        |
| 11:00 | $ 16 733 447   | 49,50 %  | $ 495 218        |
| 13:10 | $ 21 067 098   | 62,35 %  | $ 623 471        |
| 19:00 | $ 29 124 960   | 86,19 %  | $ 861 940        |
| 20:30 | $ 30 250 025   | 89,52 %  | $ 895 236        |
| 21:30 | $ 31 653 286   | 93,68 %  | $ 936 764        |
| 22:20 | $ 32 535 786   | 96,29 %  | $ 962 882        |
| 22:45 | $ 35 135 988   | 103,98 % | $ 1 039 833      |
| 23:10 | $ 39 845 304   | 115,42 % | $ 1 179 204      |
| 23:20 | $ 45 780 500   | 135,48 % | $ 1 354 853      |
| 23:35 | $ 50 161 440   | 157,34 % | $ 1 573 289      |
| 00:00 | $ 53 161 440   | 157,34 % | $ 1 573 289      |
| 00:17 | $ 57 940 840   | 171,41 % | $ 1 714 733      |
| 00:19 | $ 81 600 840   | 241,49 % | $ 2 414 940      |
| 00:27 | $ 84 361 838   | 249,66 % | $ 3 000          |

## Auspiciadores
En esta versión los 20 auspiciadores de la primera campaña fueron:
- Sony-Cantolla y Cía.
- Pilsener Cristal
- Laboratorio Chile
- Productos Maggi
- Embotelladora Andina
- Banco de Chile
- Mantequilla Dos Álamos
- Supermercados Unicoop
- Fideos Lucchetti
- Chevrolet-General Motors
- Johnson's Clothes
- Productos Hucke
- Leche Soprole
- Vinos Santa Carolina
- Té Samurái
- Crema Dental Signal
- Fanaloza
- Helene Curtis
- Aceite Chef
- Fensa